# Franciszek Faygiel
Franciszek Faygiel (ur. 20 września 1777 w Nowosielcach, zm. 10 marca 1836 w Przemyślu) – prepozyt kapituły przemyskiej, rektor seminarium duchownego w Przemyślu.

## Życiorys
Był synem Stanisława i Apolonii z Koralewskich. Ukończył gimnazjum w Rzeszowie i dwuletni zakład filozoficzny we Lwowie. W 1796 wstąpił tam do seminarium duchownego, które ukończył w 1800. Jako wikary został skierowany do pracy w parafii w Drohobyczu. Po śmierci proboszcza w 1803 objął po nim urząd, który piastował do 1815. W 1809 został dziekanem drohobyckim. Przez 11 lat nauczał katechezy w szkole wojskowej. Od 1815 pracował w Przemyślu, gdzie w latach 1815-20 pełnił funkcję dziekana kapituły przemyskiej. Od 1820 do śmierci był prepozytem kapituły przemyskiej z tytułem infułata. Jako pomocnik biskupa Gołaszewskiego był wysyłany na wizytacje parafialne i klasztorne w diecezji. Od 1815 do 1818 pełnił nadzór nad szkolnictwem diecezjalnym. Pełnił kierownicze funkcje w wielu szkołach Przemyśla. W latach 1816–1822 był wicedyrektorem gimnazjum, w latach 1820-26 dyrektorem zakładu filozoficznego, a później seminarium duchownego. W czasie wakansów biskupich pełnił funkcję administratora diecezji.

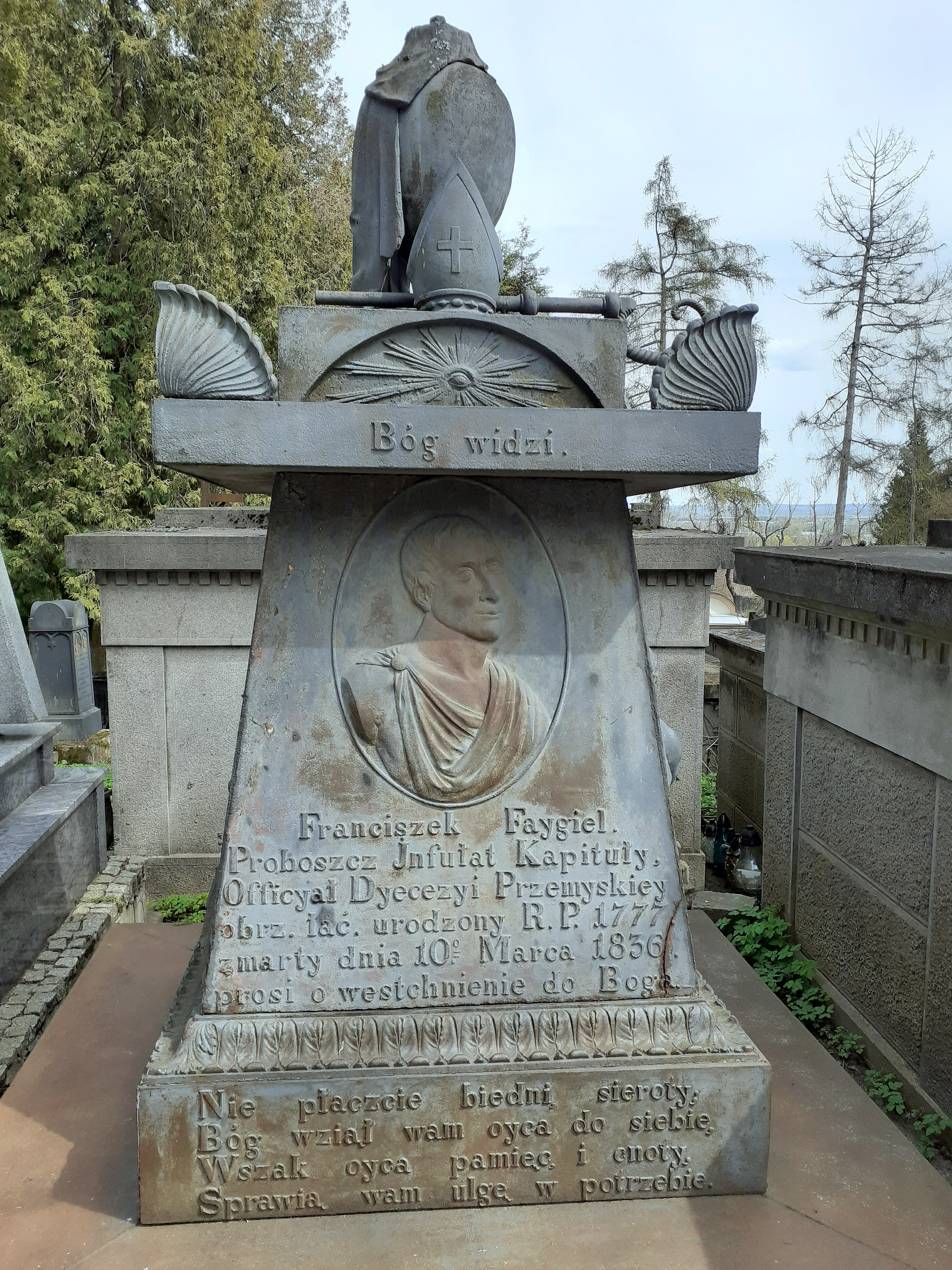
Nagrobek ks. Franciszka Faygiela

Został pochowany na cmentarzu Głównym w Przemyślu (kwatera 09, rząd 11, nr grobu 2).